# Peugeot 301 (2012)
Pour les articles homonymes, voir Peugeot 301.
La Peugeot 301 est une berline tricorps commercialisée par le constructeur automobile français Peugeot depuis 2012, clone de la Citroën C-Élysée de deuxième génération.

## Historique

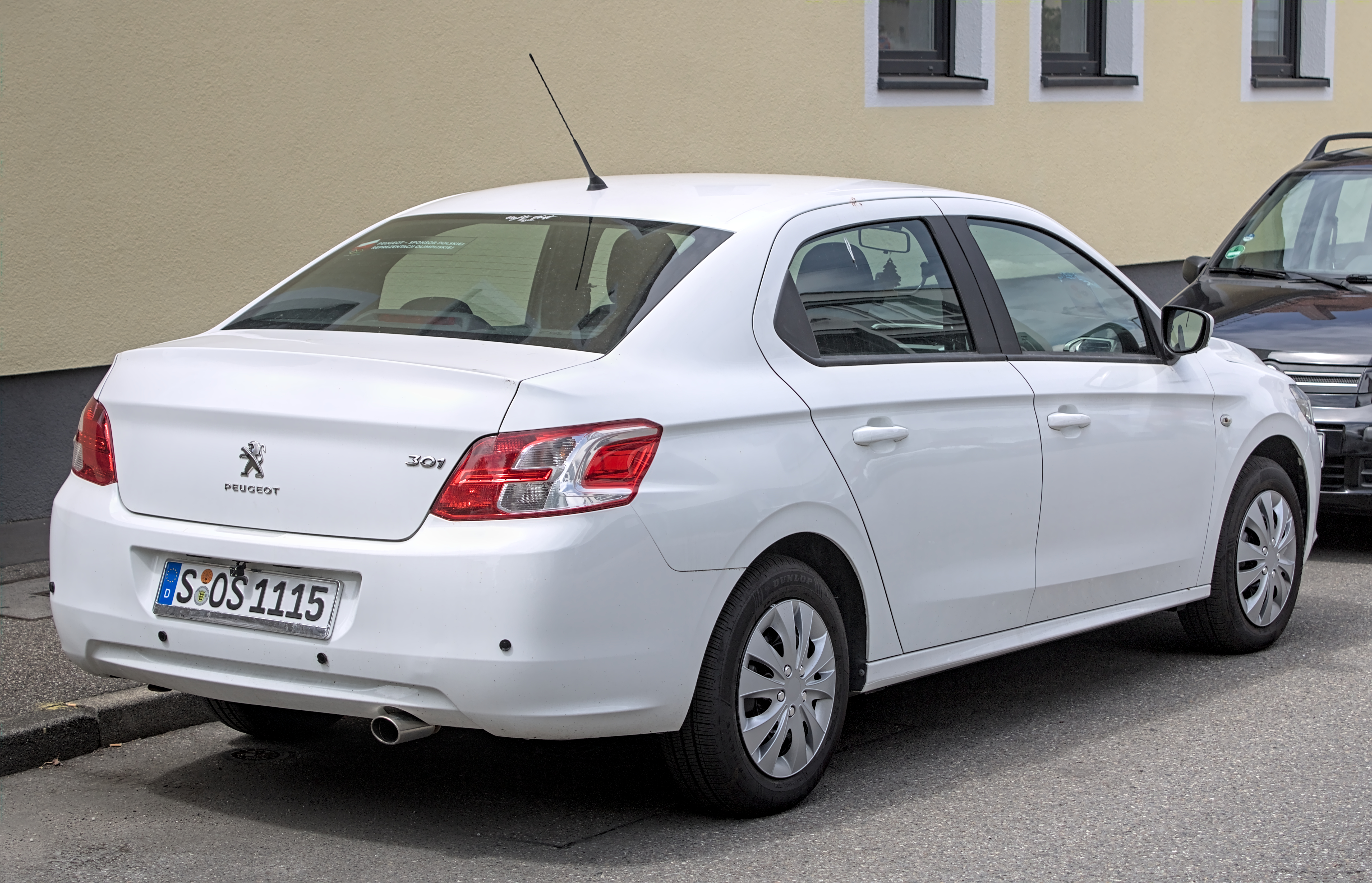
Peugeot 301 phase 1

Dévoilé le 24 mai 2012, ce véhicule marque le début des nouvelles dénominations de Peugeot à trois chiffres : le premier désigne le segment (3), le dernier désignant les véhicules de conquête sur les marchés émergents (1). Le lancement international de la commercialisation de la Peugeot 301 a eu lieu le 1er novembre 2012 en Turquie. Destiné principalement aux marchés émergents et à l'Europe centrale et orientale ainsi qu'aux Balkans, le véhicule n'est jamais commercialisé en Europe de l'Ouest,, contrairement à la C-Elysée II. La 301 est toutefois commercialisée dans les départements d'outre-mer.

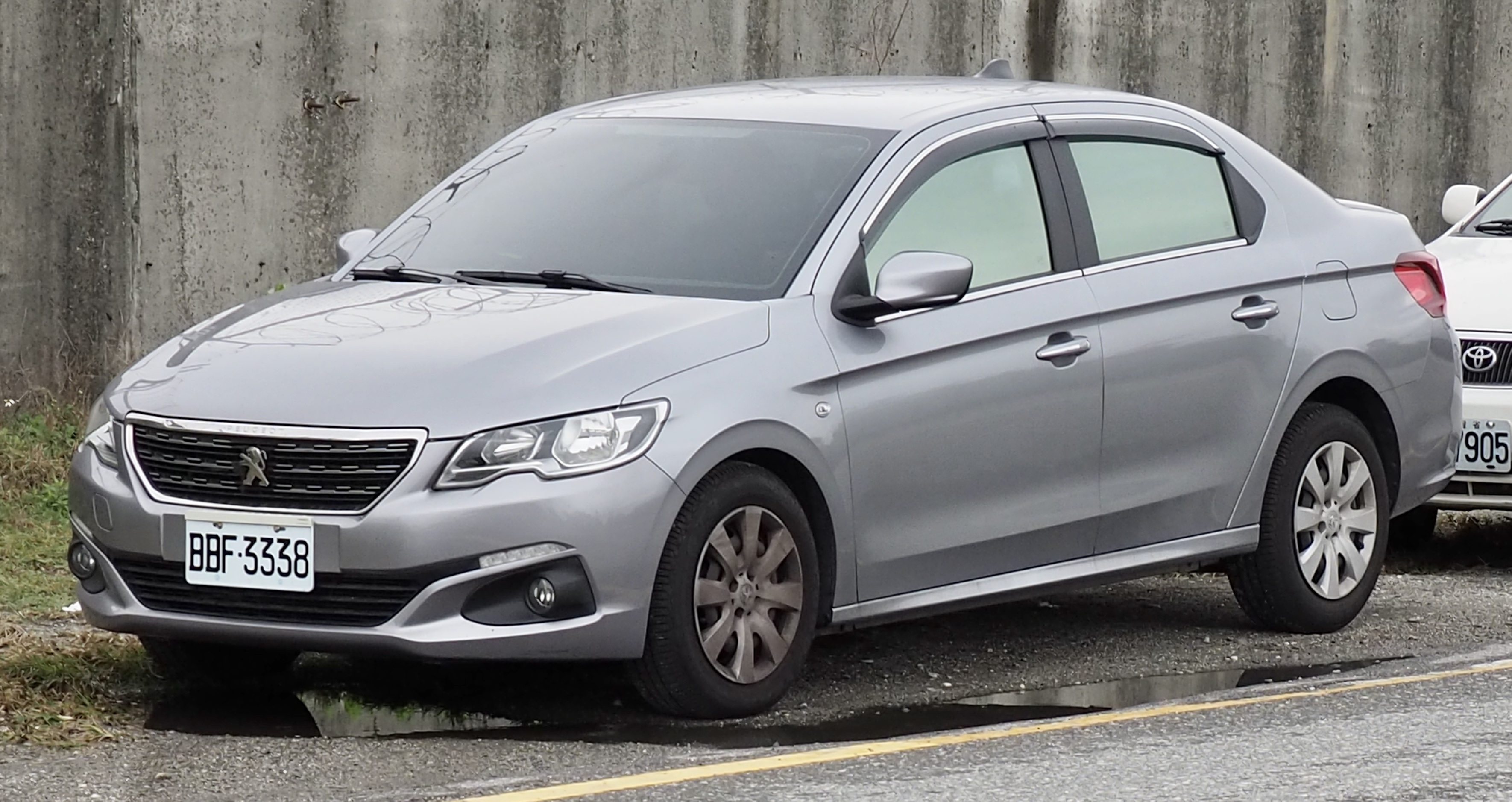
Peugeot 301 phase 2

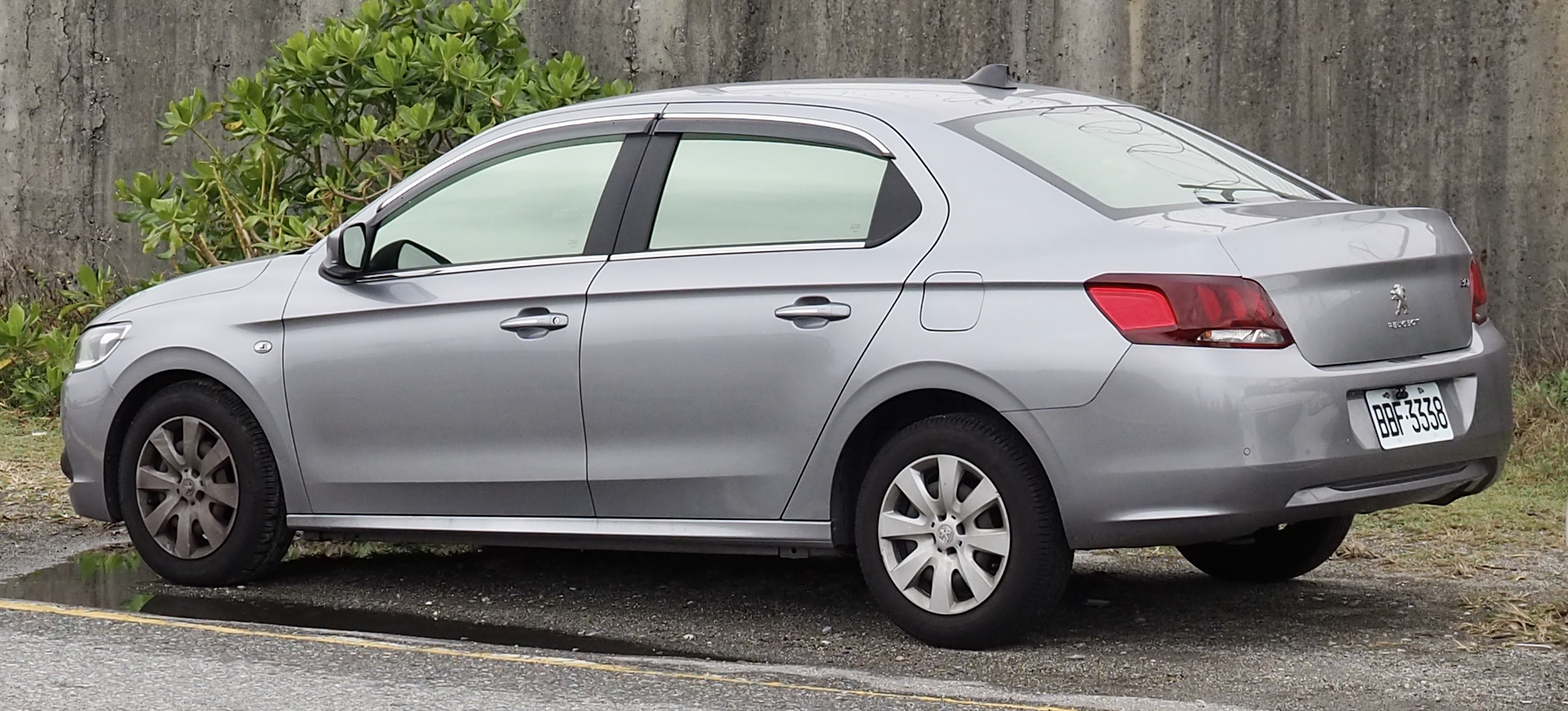
Peugeot 301 phase 2

En novembre 2016, elle est présentée dans sa version restylée, à l'image de la Peugeot 508. La calandre retrouve le lion en son centre, les feux arrière sont modifiés et un nouveau système multimédia apparaît à l'intérieur.

## Conception
La nouvelle 301 est basée sur une plateforme dérivée de celle de la Peugeot 208, avec un empattement de 2,65 m, une longueur de 4,44 m et un coffre de 640 litres (soit 506 dm3 VDA).
Les motorisations essence proposées sont les nouvelles générations des moteurs EB2M (sans déphaseur d'arbres à cames) 1,2 l vti 72 ch et EC5 1,6 l VTi 115 ch. L'unique moteur diesel présent au catalogue est représenté par le 1,6 l HDi 92 ch (avec ou sans filtre à particule suivant le pays de commercialisation). Ces derniers sont tous conformes à la norme de dépollution Euro5 (avec FAP pour le HDI). Pour la norme Euro 6, la 301 reçoit le moteur 1.2EB2F (82 ch) et le 1.6 BlueHDI 100 (DV6F), moteurs identiques à ceux du reste de la gamme Peugeot.
Le véhicule est assemblé à Vigo en Espagne et à l'usine DPCA de Wuhan en Chine. Depuis juillet 2014, la 301 est également assemblée en CKD au Nigeria par Peugeot Automobiles Nigeria.

## Moteurs
|                            | 1.5 BlueHDi 100           | 1.6 HDi 92                | 1.6 BlueHDi 100           | 1.2 VTi 72             | 1.2 VTi 72             | 1.2 VTi 82             | 1.2 VTi 82             | 1.6 VTi 115            | 1.6 VTi 115            | 1.6 VTi 115            |
| -------------------------- | ------------------------- | ------------------------- | ------------------------- | ---------------------- | ---------------------- | ---------------------- | ---------------------- | ---------------------- | ---------------------- | ---------------------- |
| Moteur                     | 4 cylindres (type DV/DLD) | 4 cylindres (type DV/DLD) | 4 cylindres (type DV/DLD) | 3 cylindres (type EB)  | 3 cylindres (type EB)  | 3 cylindres (type EB)  | 3 cylindres (type EB)  | 4 cylindres (type EC)  | 4 cylindres (type EC)  | 4 cylindres (type EC)  |
| Cylindrée                  | 1 499                     | 1 560                     | 1 560                     | 1 199                  | 1 199                  | 1 199                  | 1 199                  | 1 597                  | 1 597                  | 1 597                  |
| Puissance maxi             | 99 ch à 3 500 tr/min      | 92 ch à 4 000 tr/min      | 99 ch à 3 750 tr/min      | 72 ch à 5 500 tr/min   | 72 ch à 5 500 tr/min   | 82 ch à 5 750 tr/min   | 82 ch à 5 750 tr/min   | 115 ch à 6 050 tr/min  | 115 ch à 6 050 tr/min  | 115 ch à 6 050 tr/min  |
| Couple maxi                | 250 N m à 1 750 tr/min    | 230 N m à 1 750 tr/min    | 254 N m à 1 750 tr/min    | 110 N m à 3 000 tr/min | 110 N m à 3 000 tr/min | 118 N m à 2 750 tr/min | 118 N m à 2 750 tr/min | 150 N m à 4 000 tr/min | 150 N m à 4 000 tr/min | 150 N m à 4 000 tr/min |
| Boîte de vitesses          | BVM6                      | BVM5                      | BVM5                      | BVM5                   | BMP5                   | BVM5                   | ETG5                   | BVM5                   | BVA4                   | BVA6                   |
| Vitesse maxi               | 190                       | 180                       | 183                       | 160                    | 160                    | 169                    | 169                    | 188                    | 188                    | 188                    |
| 0-100 km/h                 | 10,1                      | 11,2                      | 10,8                      | 14,2                   | 16,3                   | 12,9                   | 17                     | 11,8 à 9,4             | 10,8 à 10,3            | 11,1                   |
| Consommation (en L/100 km) | 3,9                       | 4,1                       | 3,9                       | 5,3                    | 5,1                    | 4,3                    | 4,4                    | 6,5 à 6,4              | 7,3 à 7,1              | 6,6 à 6,8              |
| Émissions de CO2 (en g/km) | 103                       | 108                       | 98                        | 124                    | 116                    | 99                     | 103                    | 151 à 148              | 168 à 164              | 151 à 167              |

## IKCO Tara
Le constructeur automobile iranien Iran Khodro (IKCO) commercialise à partir de 2021 l'IKCO Tara, une voiture qu'il a conçu en interne en reprenant très largement une base de Peugeot 301.

IKCO Tara
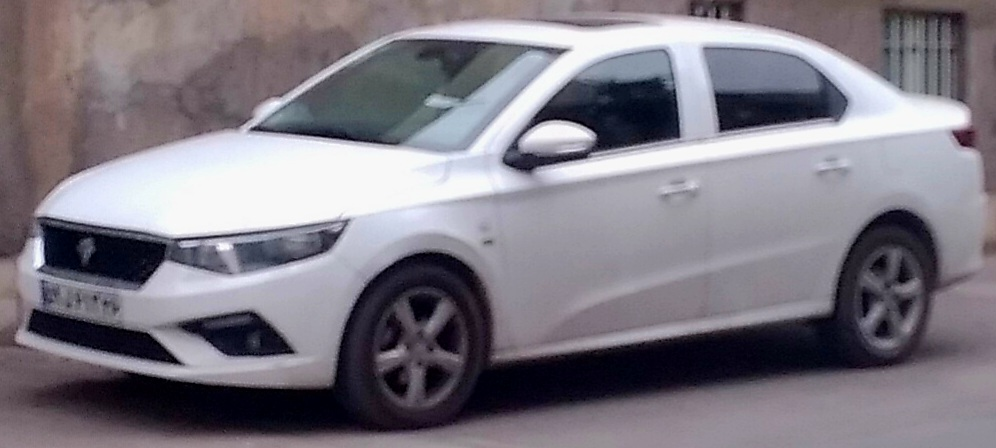
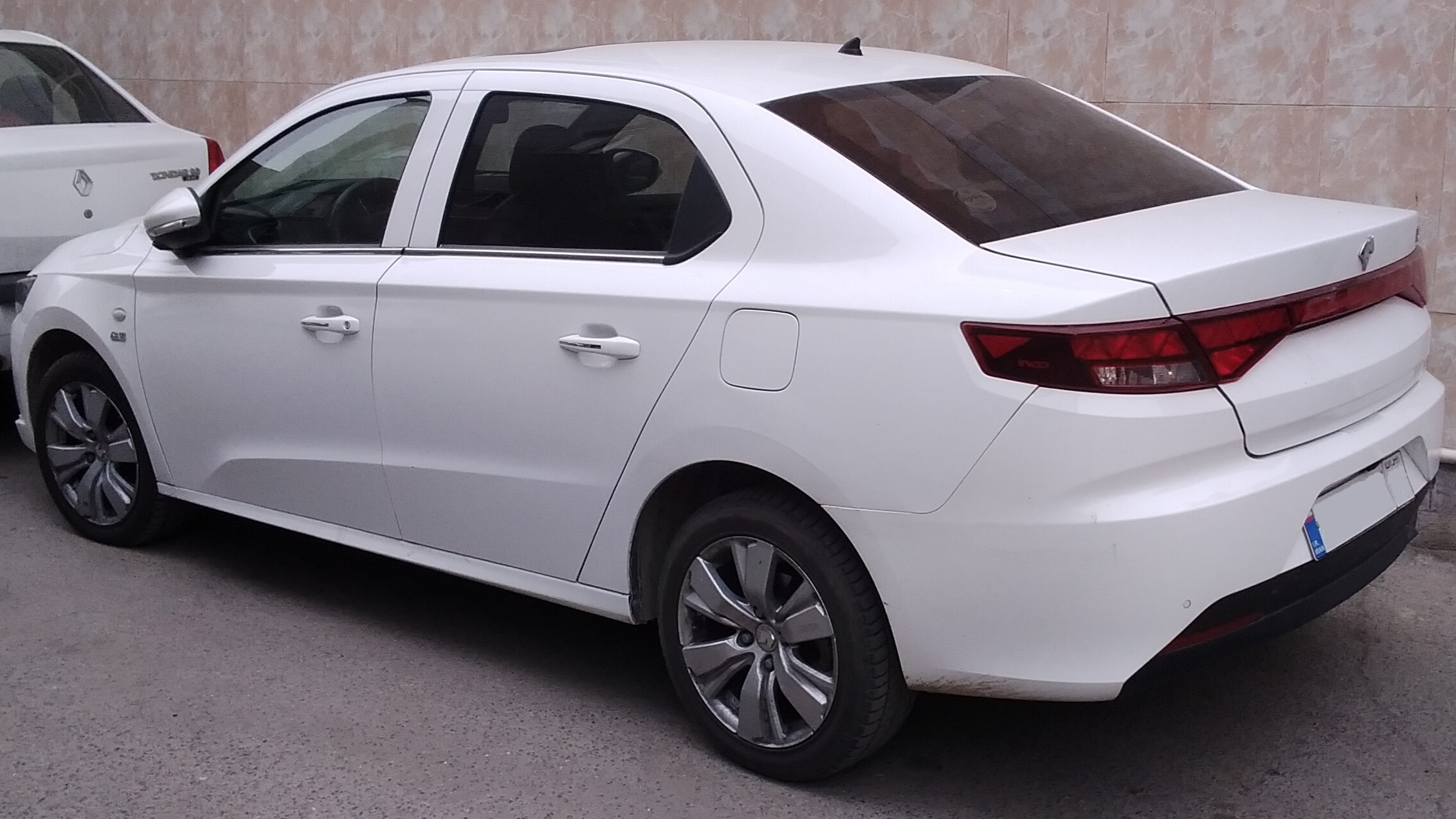
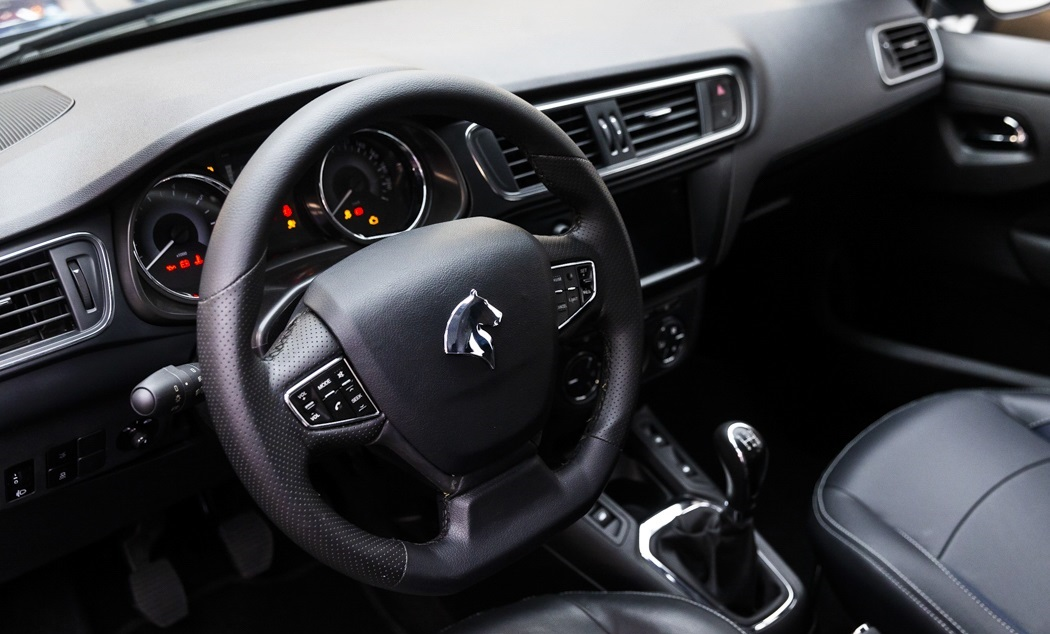